# Janick Maceta
Janick Alexandra Maceta del Castillo (Lima, 9 de marzo de 1994) es una modelo e ingeniera de sonido peruana de ascendencia libanesa. Representó a su país en el certamen de Miss Universo 2020, donde logró ubicarse como segunda finalista.

## Biografía y trayectoria

### Primeros años
Janick Alexandra Maceta del Castillo nació el 9 de marzo de 1994 en Lima en el seno de una familia de clase media de raíces trujillanas y chanchamaínas. Ella es de ascendencia libanesa. Afirmó en una entrevista con Telemundo que su madre trabajaba como profesora de inglés, mientras que su padre era un policía involucrado en investigaciones antiterroristas.

### Reina de belleza
Maceta comenzó su carrera en el mundo de los concursos de belleza participando en la edición 2016 del certamen de belleza Miss Perú Universo.
Posteriormente, ha representado a Perú en la competencia Miss Tourism World 2017/2018 celebrada en el Swiss Garden Hotel en la ciudad de Malaca, Malasia, el 27 de enero de 2018, donde obtuvo el puesto de primera finalista.
El 20 de octubre de 2019, fue coronada como la representante de Perú en el concurso Miss Supranacional 2019, donde se ubicó como tercera finalista. En ese mismo año, postuló por segunda vez al Miss Perú Universo.
El 29 de noviembre de 2020, fue coronada Miss Perú Universo 2020. Esto la convirtió en la candidata oficial a Miss Universo 2020 que se llevó a cabo a mediados de 2021 luego de ser postergada desde fines de 2020 debido a la pandemia de COVID-19.
Maceta quedó como segunda finalista en Miss Universo 2020, esta es la segunda vez que Perú se ubica entre las cinco mejores del Miss Universo y la segunda ubicación más alta que Perú ha logrado desde que Gladys Zender ganó el título en 1957. Tras quedar entre las tres mejores en esta edición del Miss Universo, Maceta decidió retirarse del mundo de los concursos de belleza.

### Música
Cuando Maceta se mudó a Nueva York, estudió ingeniería de sonido. Comenzó a trabajar como asistente de sonido en el estudio de Manhattan Center. Además, es también cofundadora del sello discográfico Top of New York.
En 2022, colaboró con el cantante de cumbia Deyvis Orosco y el disc jockey Kayfex para lanzar el tema musical bajo el nombre de «Fiesta», donde Maceta y Orosco fueron intérpretes.

### Activismo
Maceta cuenta con una fundación sin fines de lucro denominada Little Heroes Peru (Pequeños Héroes Perú), creada a favor de los niños que son o han sido víctimas de violencia sexual. También tiene un proyecto de ley en su país para la aplicación automática de la cámara de Gessel para niños abusados sexualmente, el cual espera sea aprobado por el Congreso peruano.

### Televisión
En febrero de 2018, ingresó al programa de competencias Esto es guerra del canal América Televisión, integrando el equipo de los Guerreros y el de los Combatientes. Durante su paso por el programa, protagonizó polémicos enfrentamientos con su compañera, la también modelo Alessandra Bonelli.
Posterior a su participación en el Miss Universo, entre noviembre de 2021 y marzo de 2022, se sumó al jurado del programa concurso Yo soy de Latina Televisión, inicialmente en su formato de Grandes batallas internacional. Seguidamente, continuó con el mismo rol en su versión infantil Yo soy: Nueva generación. Actualmente, participa ocasionalmente en diferentes comerciales de televisión sin dejar de lado su carrera profesional.[cita requerida]